# Рівне (регбійний клуб)
РК «Рівн́е» — регбійний клуб із міста Рівне, учасник Вищої ліги першостей України як із класичного регбі, так і з олімпійського його різновиду — регбі-7.

## Історія

### Перші спроби (1960-ті)
Перші спроби започаткувати регбійну команду в Рівному робилися ще у 1960-х роках. Тоді команду створив при будинку офіцерів ленінградський армійський інструктор. Команда брала участь у зональних іграх.
У 1967 році у Рівному (чи на Рівненщині) пройшли зональні змагання до фіналу першості УРСР, де харківський «Локомотив» випередив київський «СКА» та львівський «Спартак» і потрапив до фіналу першості.

### 1996—1999 роки
Друге народження рівненського регбі розпочалося у 1996 році, коли Віктор Шкуратюк набрав і почав тренувати команду на базі рівненської ЗОШ № 27. Пізніше до тренувань долучився південноафриканський місіонер Дерк Гіман, який у юнацькому віці грав на досить високому студентському рівні. Він і дав ті базові знання, на якій почався розвиток регбі у Рівному.
19 жовтня 1997 року на ігровому полі рівненської ЗОШ № 27 відбулася перша офіційна гра між рівненськими командами. На поле вийшли «Вовча зграя» та «Велика родина».
У 1998 році команда «Рівне» дебютувала у чемпіонаті України з регбі-7. Тоді ще не було розподілу на ліги, і всі учасники змагалися на одному кількаденному турнірі. Дебют видався доволі успішним, адже команда зайняла 8-ме місце серед 12 учасників.

### Реєстрація клубу
Громадську організацію «Регбійний клуб „Рівне“» засновано 12 грудня 1999 року та офіційно зареєстровано 16 лютого 2000 року. Почесним президентом клубу обрали Віктора Чайку, а президентом став Сергій Курганський.

### 1999—2004 роки
У зв'язку з відсутністю власного ігрового майданчика клуб приймає суперників на приміських футбольних полях у Бармаках, Великому Олексині. З цієї причини, а також через брак фінансування клуб за підсумками сезону 2004 року припиняє виступи в класичному регбі.

### 2004—2009 роки
Гравці клубу грають за інші команди в класичному регбі (СК Тернопіль, одеський «Кредо-63», львівський «Євко», столичний «Авіатор»)
Водночас клуб продовжує грати у регбі-7 та за підсумками сезону 2008 року стає чемпіоном першої ліги, здобувши право виступати в елітній вищій лізі.

### 2009— донині
У 2009 році клуб поновлює виступи у класичному регбі, одразу здобуваючи бронзові нагороди першої ліги та право виступати у Вищій лізі. У своєму дебютному сезоні серед еліти українського регбі-7 клуб посідає підсумкове 6-те місце (4-те серед українських команд).
У 2010 році клуб дебютує у Вищій лізі першості України з класичного регбі. У кількох іграх фінальної частини сезону гру команди посилює колишній гравець збірної України — киянин Валерій Максюк. У підсумку сезону клуб посідає 6-те місце у своєму дебютному сезоні та 11-те місце в загальному рейтингу українських команд-учасників першості України з регбі.
У чемпіонаті України з регбі-7 серед команд вищої ліги команда посідає підсумкове 10-те місце серед 12 команд.
У 2011 році клуб займає 4-те місце у дивізіоні «Захід», об'єднаної Вищої ліги та знімається з другого кола змагань через брак коштів.
Продовжуючи виступи в олімпійському форматі, клуб посідає 8-ме місце на чемпіонаті України з регбі-7 серед команд вищої ліги (7-ме серед українських учасників).
Наприкінці сезону клуб організував міжнародний турнір Rivne Sevens, та впевнено перемагає в ньому.

## Усі сезони
| Сезон | Регбі-15 | Регбі-15         | Ігор | В | Н | П | ІО+ | ІО- | Очок | Регбі-7 | Регбі-7         | Примітки |
| ----- | -------- | ---------------- | ---- | - | - | - | --- | --- | ---- | ------- | --------------- | --- |
| 2008  | —        | —                | —    | — | — | — | —   | —   | —    | 1       | II (Перша ліга) | У класичному регбі не виступав, перемога у першій лізі регбі-7. |
| 2009  | 3 з 6    | III (Перша ліга) | 5    | 3 | 0 | 2 | 96  | 88  | 14   | 6 з 8   | I (Вища ліга)   | Зведена статистика всіх ігор сезону. Фінальна гра за 3-тє місце проти клубу Гірник (Кривий Ріг) відбулася 15.11.2009 р. на столичному стадіоні Спартак. Рахунок 22:10 (10-10) на користь РК «Рівне».                                         |
| 2010  | 6 з 14   | II (Вища ліга)   | 12   | 6 | 0 | 6 | 196 | 269 | 28   | 10 з 12 | I (Вища ліга)   | Зведена статистика всіх ігор сезону. |
| 2011  | —        | I (Вища ліга)    | 9    | 3 | 0 | 6 | 130 | 268 | 15   | 8 з 10  | I (Вища ліга)   | Зведена статистика всіх ігор сезону. У сезоні 2011 всі найсильніші українські клуби Суперліги та Вищої ліги об'єднано та розподілено на зони. Клуб зайняв 4-те місце у дивізіоні «Захід» та з фінансових причин знявся з ігор другого етапу. |

## Гравці-учасникизбірної України

### Головна збірна
- Валерій Максюк
- Ігор Родзяк
- Олександр Яцюк
- Костянтин Гурильов
- Андрій Шакура

### Юнацькі збірні
- Віталій Бондарчук
- Костянтин Гурильов
- Володимир Мелянюк
- Іван Фісюренко
- Андрій Хрусюк
- Андрій Шакура
- Петро Колода

## Rivne Sevens
Rivne Sevens — міжнародний турнір з регбі-7, що відбувся 2011 року в Рівному. Турнір приурочено до дня народження рівненського регбі та 70-ї річниці дня народження одного із засновників клубу РК «Рівне» — Віктора Чайки.

### Список учасників
Дорослі команди
- РК «Рівне», Рівне
- РК «Юніор», Рівне
- «Связі», Рівне
- РК «Вепри», Мінськ

Юнацькі команди
- ДЮСШ № 4, Рівне
- «Вовча зграя», Рівне

### Схема змагань

#### Результати ігор
Ігри проводилися на стадіоні «Олімп» 15 жовтня 2011 року, із 12-ї до 15-ї години.
| 1 | РК «Рівне»    | 48:0  | «Связі»       |
| 2 | РК «Юніор»    | 5:10  | РК «Вепри»    |
| 3 | «Вовча зграя» | 12:0  | ДЮСШ № 4      |
| 4 | РК «Рівне»    | 31:7  | РК «Юніор»    |
| 5 | «Связі»       | 14:24 | РК «Вепри»    |
| 6 | ДЮСШ № 4      | 12:12 | «Вовча зграя» |
| 7 | «Связі»       | 22:7  | РК «Юніор»    |
| 8 | РК «Рівне»    | 33:0  | РК «Вепри»    |

#### Дорослі команди, результати
| М | Команда    | 1    | 2     | 3    | 4     | В | Н | П | РО    | Очки |
| - | ---------- | ---- | ----- | ---- | ----- | - | - | - | ----- | ---- |
| 1 | РК «Рівне» |      | 48:0  | 31:7 | 33:0  | 3 | 0 | 0 | 112:7 | 15   |
| 2 | РК «Вепри» | 0:33 |       | 10:5 | 24:14 | 2 | 0 | 1 | 34:52 | 9    |
| 3 | РК «Юніор» | 7:31 | 5:10  |      | 7:22  | 0 | 0 | 3 | 19:63 | 1    |
| 4 | «Связі»    | 0:48 | 14:24 | 22:7 |       | 1 | 0 | 2 | 36:79 | 5    |

#### Юнацькі команди, результати
| М | Команда       | 1          | 2          | В | Н | П | РО    | Очки |
| - | ------------- | ---------- | ---------- | - | - | - | ----- | ---- |
| 1 | ДЮСШ № 4      |            | 0:12 12:12 | 0 | 1 | 0 | 12:24 | 2    |
| 2 | «Вовча зграя» | 12:0 12:12 |            | 1 | 1 | 0 | 36:64 | 6    |